# NGC 4593
NGC 4593 este o quasar situată în constelația Fecioara. A fost descoperită în 1784 de către William Herschel. Se află la o distanță de 44 de megaparseci de Pământ.